# قطبیت سلولی
قطبیت سلولی (به انگلیسی: Cell Polarity) 

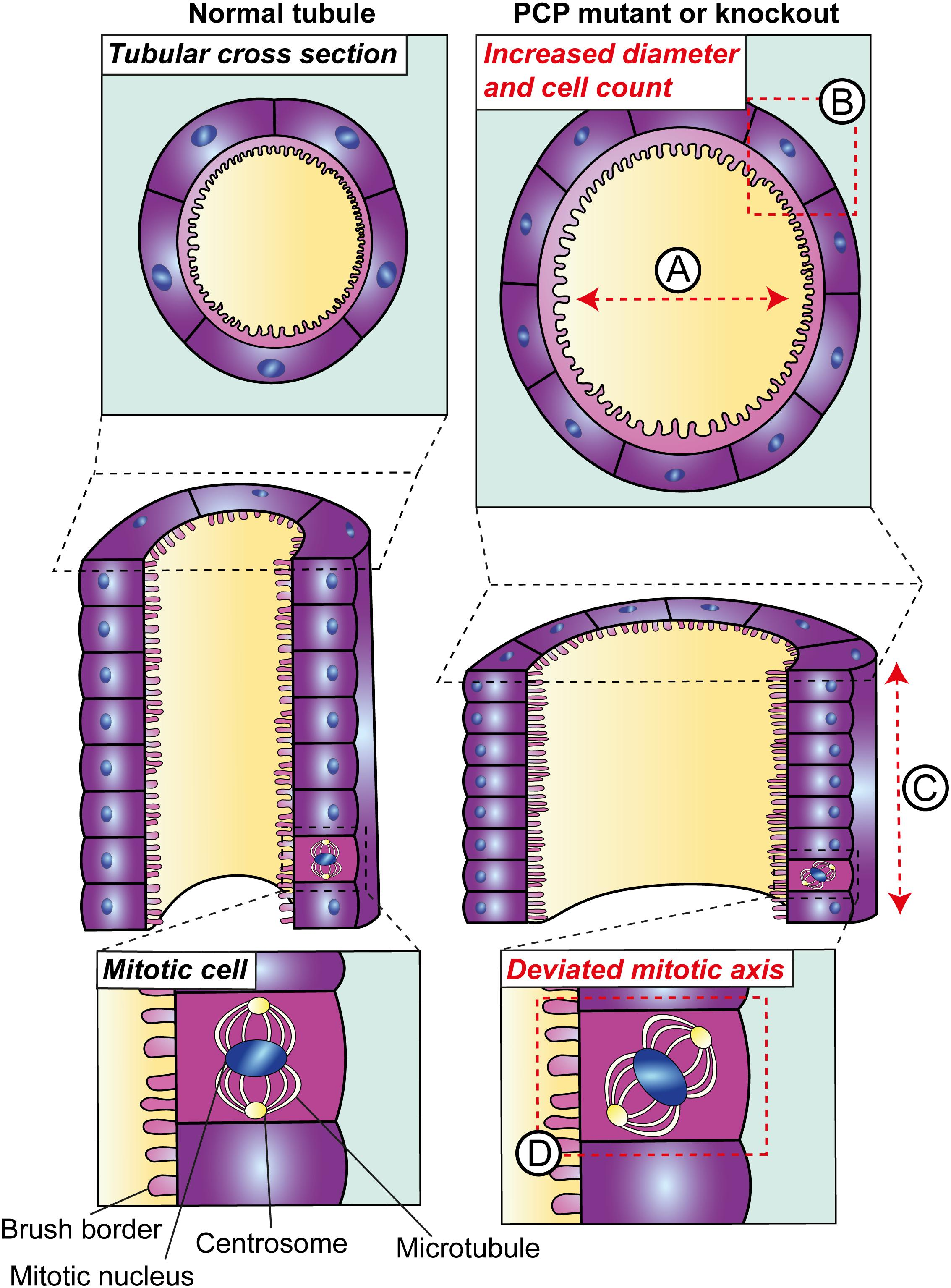
قطبیت سلولی

قطبیت سلول به تفاوت های فضایی در شکل،ساختار و عملکرد درون سلول اشاره دارد
حدودا تمام گونه های سلول ها مقداری از قطبیت را نشان می‌دهند که آن ها را برای به انجام رساندن کارهای تخصصی قادر می سازد
غشاء آن‌ها دارای دو سطح است 
1. سطح اول یا راسی (Apical)
2.سطح قائده‌ای( Basal)
ورود این سلول ها از سطح سلول راسی و خروج از سطح قائده‌ای می‌باشد.